# Schönstedt
Schönstedt är en kommun och ort i Unstrut-Hainich-Kreis i förbundslandet Thüringen i Tyskland.
Kommunen ingår i förvaltningsgemenskapen Unstrut-Hainich tillsammans med kommunen Unstrut-Hainich.